# 永寧縣 (鞏州)
永寧縣，北宋时设置的县。
崇寧三年（11104年），升永寧砦為縣，屬鞏州，金佔領後，仍為永寧砦，在今甘肅省甘谷縣西四十里鋪。清朝康熙五十七年（1718年），地震毀城  。